# Ільмарі Сальмінен
І́льмарі Са́льмінен  (фін. Ilmari Salminen, * 21 вересня 1902 — † 5 січня 1986) — фінський легкоатлет, олімпійський чемпіон.

## Виступи на Олімпіадах
| Олімпіада   | Дисципліна           | Місце |
| ----------- | -------------------- | ----- |
| Берлін 1936 | біг на 5000 метрів   | 6     |
| Берлін 1936 | біг на 10 000 метрів | 1     |